# Julus frisius
Julus frisius är en mångfotingart som beskrevs av Karl Wilhelm Verhoeff 1891. Julus frisius ingår i släktet Julus och familjen kejsardubbelfotingar. Inga underarter finns listade i Catalogue of Life.